# Paul von Hase (Mediziner)
Paul Erwin von Hase (geboren am 11. August 1840 in Jena; gestorben am 27. März 1918 in Charlottenburg bei Berlin) war ein deutscher Militärarzt und königlich preußischer Oberstabsarzt.

## Leben
Hase war väterlicherseits Abkömmling einer ursprünglich aus dem Sächsisch-Thüringischen stammenden Beamten-, Gelehrten und über 8 Generationen als Theologen tätigen Familie und Sohn des in Jena tätigen Theologen und Kirchenhistorikers Karl August von Hase und dessen Ehefrau Pauline Härtel (1809–1885). Er war der erste seiner Familie, der eine Militärlaufbahn einschlug.

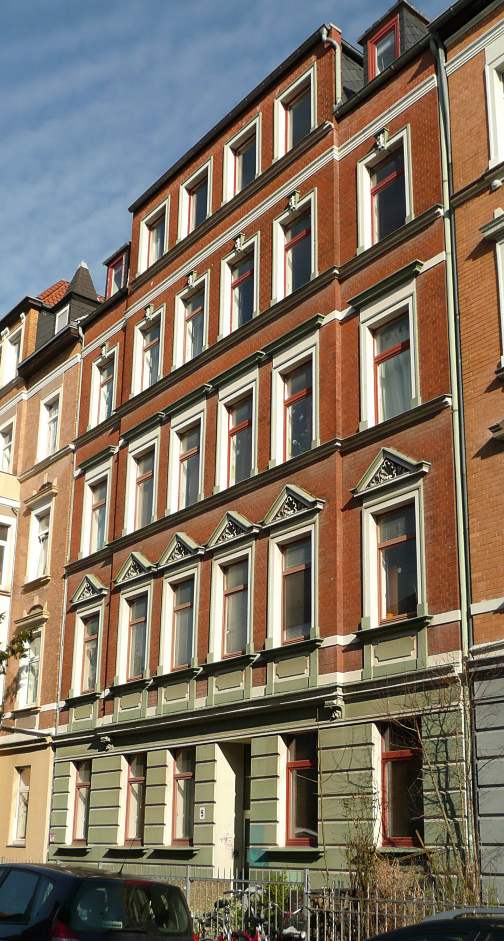
Haus Glockseestraße 5 in Hannover; 1885 Wohnsitz der Familie und Geburtshaus des späteren Widerstandskämpfers Paul von Hase

Er studierte an der Martin-Luther-Universität Halle-Wittenberg, an der er am 17. Dezember 1864 seine in lateinischer Sprache verfasste Dissertation zum Thema De ostitide gummosa ablegte.
Hase nahm 1866 auf Seiten Preußens am Deutschen Krieg teil und wurde dafür mit dem Preußischen Eisernen Kreuz 2. Klasse ausgezeichnet. Die gleiche Auszeichnung erhielt er für seine Teilnahme am Deutsch-Französischen Krieg. Anschließend war er 13 Jahre lang Stabsarzt beim Füsilier-Bataillon des 1. Hannoverschen Infanterie-Regiments Nr. 74. Neben seinem Dienst tätigte er zudem „einige medizintechnische Erfindungen.“
Hase hatte am 25. Mai 1876 in der St.-Marien-Kirche in Halle an der Saale  Friederike „Frieda“ Sperber (Frieda Marie Elise Sperber; geboren am 22. August 1849 in Hardisleben bei Buttstädt; gestorben am 26. Mai 1943 in Berlin) geheiratet. Aus der Ehe gingen fünf Kinder hervor; das jüngste war der 1885 geborene spätere Offizier und Stadtkommandant von Berlin, Paul von Hase, der als Widerstandskämpfer nach dem Attentat vom 20. Juli 1944 auf Adolf Hitler hingerichtet wurde. Der älteste Sohn Erwin von Hase, Schriftsteller und Leutnant der Reserve, starb früh 1908. Die Tochter Eva heiratete den Offizier und Gutsbesitzer Joachim von der Hagen-Rhinow, gefallen als Hauptmann 1914. Sie erbte sein Gut Rhinow und erhielt nach der Bodenreform 1945 ein Grundstück im Ort und blieb bis zuletzt in der DDR. Sohn Günther von Hase war Oberst der Landespolizei und Major a. D.; der zweitjüngste Sohn Karl von Hase wurde Jurist und starb als Reserveleutnant 1914 im Krieg.
1885 zog Hase – er war zu dem Zeitpunkt zudem mit der Verleihung des Sachsen-Weimarschen Hausordens vom Weißen Falken 3. Klasse ausgezeichnet worden – aus der Hedwigstraße 5 in Hannover in das dortige Haus Glockseestraße 5. Wenig später erhielt Paul von Hase in Ems – nachdem sein Vater aufgrund seines Lebenswerkes in den erblichen sächsisch-ernestinischen Adelstand erhoben worden war – durch Preußen ebenfalls die Genehmigung zur Führungs des Adelstitels.

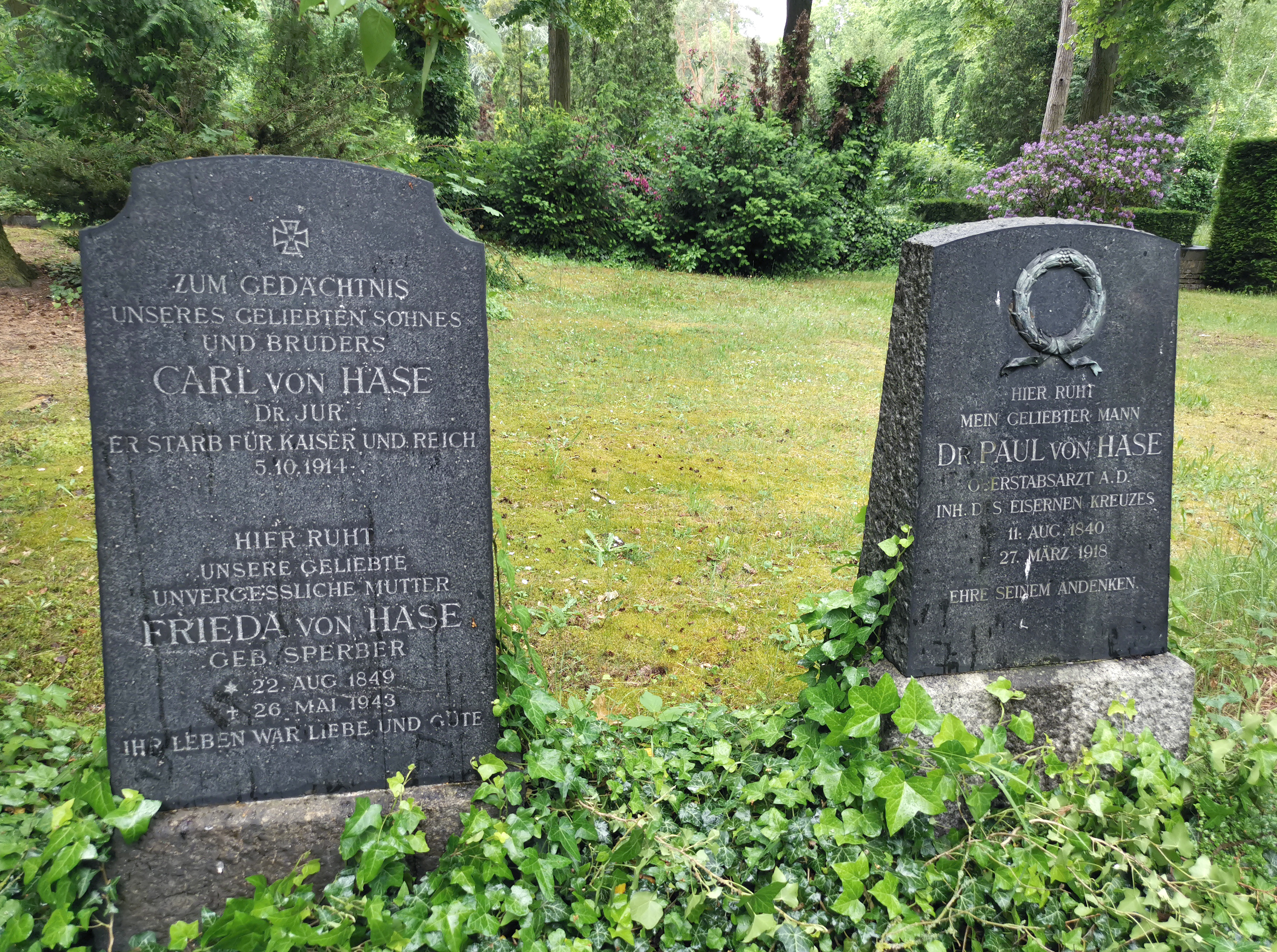
Familiengrab Paul von Hase

Hases letzte Stellung war die des Regimentsarztes im Kürassier-Regiment „von Seydlitz“ (Magdeburgisches) Nr. 7 und Chefarzt des ebenfalls in Halberstadt betriebenen Garnisonlazaretts. 1890 quittierte er – im Alter von 50 Jahren wohlhabend geworden – seinen Dienst und siedelte mit seiner Familie nach Berlin, wo er eine kleine Privatpraxis eröffnete und seiner Familie ein zeitgenössisch großbürgerliches Leben angedeihen lassen konnte, zumal Hase auf der Insel Rügen ein eigenes Sommerhaus erworben hatte.
Paul von Hase starb am 27. März 1918 in Charlottenburg im Alter von 77 Jahren; seine Witwe überlebte ihn um rund 25 Jahre. Sein Grab befindet sich auf dem Kaiser-Wilhelm-Gedächtnis-Friedhof in Berlin-Westend (Feld F 5, Nr. 9–11).

## Schriften
- Feldarztbriefe 1870/71, Leipzig: Breitkopf & Härtel, 1895.
- Paul Erwin Hase: De ostitide gummosa, Dissertation 1864 an der Friedrichsuniversität in Halle, Lipsiae:  Breitkopf & Co.; Digitalisat über das Münchener Digitalisierungszentrum
- Paul Hase, Karl Hase, Oscar Hase (Hrsg.): Magister Immanuel Hase 1570–1621. Erinnerungen aus der Handchronik der Familie Hase zur Feier des 60jährigen Magister- und Doktorjubiläums des Geheimrath D. Karl August Hase, Jena, d. 4. Juni 1883; Digitalisat
- P. von Hase: Soll ich mir ein Haus bauen?, Berlin: E. Wasmuth 1897.
- Carl Ernst Bock (Begründer): Das Buch vom gesunden und kranken Menschen, neu bearbeitet von Paul von Hase, Berlin: Herlet, 1914.

## Genealogie
- Gothaisches Genealogisches Taschenbuch der Briefadeligen Häuser 1909. 3. Jahrgang, Justus Perthes, Gotha Oktober 1908, S. 294 f.
- Gothaisches Genealogisches Taschenbuch der Adeligen Häuser. Zugleich Adelsmatrikel der Deutschen Adelsgenossenschaft. Teil B (Briefadel). 1940. 32. Jahrgang Justus Perthes, Gotha Oktober 1939, S. 232 ff.
- Christoph Franke, Klaus von Andrian-Werburg, Et al.: Genealogisches Handbuch des Adeligen Häuser. B (Briefadel). 1998, Band XXII, Band 115 der Gesamtreihe GHdA, Hrsg. Deutsches Adelsarchiv, C. A. Starke, Limburg (Lahn) 1998, S. 163.